# オロチョン語
オロチョン語（オロチョンご、国際音声記号で表記したオロチョン語：/arʊtɕʰen urkun/、英語: Oroqen language）は中国東北部内モンゴル自治区、黒竜江省の少数民族、オロチョン族によって話される、ツングース諸語・北ツングース語群に属す言語。現在、オロチョン語は文字が存在しない。しかしオロチョン族の多くが中国語の読み書きの能力を持ち、ダウール語を読み書きできるものもいる。